# Kościół św. Marka Ewangelisty w Nakonowie
Kościół świętego Marka Ewangelisty w Nakonowie – rzymskokatolicki kościół filialny należący do parafii Najświętszej Maryi Panny Królowej Polski w Kruszynie (diecezja brzeska diecezji włocławskiej).
Jest to świątynia wzniesiona w 1765 roku. Remontowano ją w 1779 roku oraz w latach 1958–1959, razem z dobudowaniem zakrystii i kruchty. Pokrycie dachu zostało wymienione około 1990 roku. Nazywana jest „na Diabełku” od starej osady, która znajdowała się tym miejscu. W 2018 roku został wykonany generalny remont, razem wymianą pokrycia dachowego z blachy na gont. 
Budowla jest drewniana, jednonawowa, wzniesiona w konstrukcji zrębowej. Świątynia jest orientowana. Jej prezbiterium jest mniejsze w stosunku do nawy, zamknięte jest trójbocznie, z boku umieszczona jest zakrystia. Od frontu nawy znajduje się kruchta. Kościół nakryty jest dachem dwukalenicowym, pokrytym gontem z czworokątną wieżyczką na sygnaturkę. Zwieńcza ją blaszany daszek namiotowy. Wnętrze nakryte jest płaskim stropem. Chór muzyczny jest podparty dwoma słupami i charakteryzuje się prostą linią parapetu. Na chórze umieszczone są uszkodzone organy z 1900 roku. Podłoga powstała z desek.Belka tęczowa jest prosta. Do wyposażenia należy ołtarz główny, ozdobiony obrazem Świętego Marka E. Potkańskiego z 1910 roku.